# 岐阜県道62号下呂白川線
岐阜県道62号下呂白川線 （ぎふけんどう62ごう げろしらかわせん）は、岐阜県下呂市から岐阜県加茂郡白川町に至る県道（主要地方道）である。

## 概要

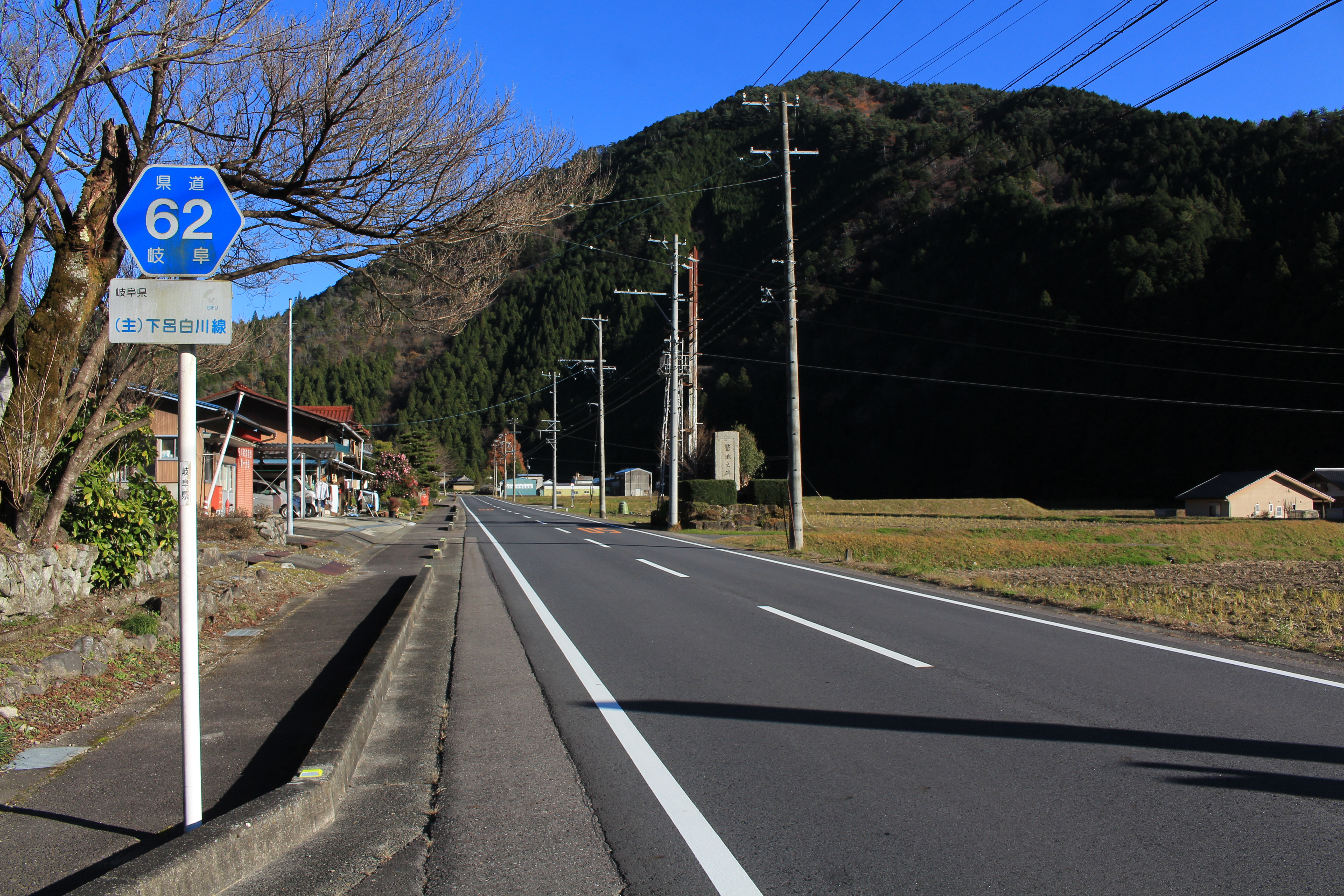
岐阜県道62号下呂白川線、加茂郡東白川村にて

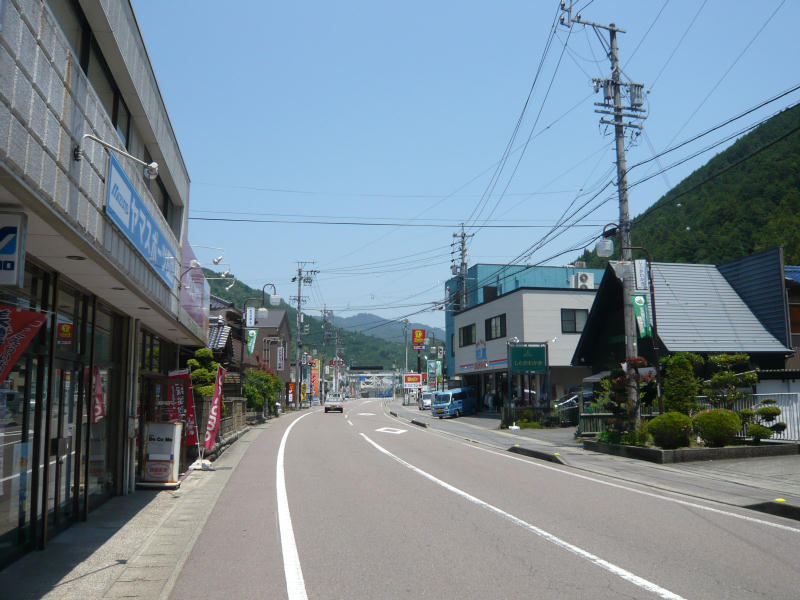
白川町中心部、岐阜県道62号。国道41号からトンネルを抜けてすぐの地点で、スーパーや商店が立ち並ぶ

下呂市宮地の国道257号が起点。上原橋で竹原川（木曽川水系飛騨川支流）を渡り、起点付近で竹原川に合流する輪川に沿って進む。笹峠を越えて下呂市門和佐地区を通り、さらに松坂峠を越えて、加茂郡白川町に入る。峠を下った白川町上佐見で国道256号と接続し、重複区間となり、東へ向かう。桜峠を越えて加茂郡東白川村に入る。東白川村神土で国道256号と分かれ、白川に沿って南西に進む。再び白川町に入り、白川と飛騨川の合流点近くの白川町河岐の国道41号との交点が終点。終点付近は白川町中心部を迂回するバイパスとなっている。

### 路線データ
岐阜県法規集に基づく起終点および経過地は次のとおり。
- 起点 : 岐阜県下呂市（宮地＝国道257号交点）
- 終点 : 岐阜県加茂郡白川町（白川口交差点＝国道41号交点）
- 重要な経過地 : 岐阜県加茂郡東白川村
- 実延長：32.290 km[1]

## 歴史
- 1993年（平成5年）5月11日 - 建設省（現・国土交通省）から、主要県道下呂加子母線の一部および主要県道白川加子母線の一部が下呂白川線として主要地方道に指定される[3]。
- 1994年（平成6年）4月1日 - 岐阜県が主要地方道62号白川加子母線（1966年認定）と主要地方道87号下呂加子母線（1983年認定）を廃止し、主要地方道62号下呂白川線を認定。

## 路線状況

### 通称・別名
- 加茂郡東白川村神土の国道256号交点から終点にかけては、中津川市加子母の国道256号・国道257号交点（万賀交差点）から続く白川街道の一部である[4]。
- 飛美里山ふるさと街道（下呂市、白川町）

### 重複区間
- 国道256号 : 加茂郡白川町上佐見 - 加茂郡東白川村神土

### 道路施設
- 上原橋（竹原川、下呂市宮地）
- 柏本橋（白川、加茂郡東白川村五加）
- 下野橋（白川、加茂郡東白川村五加）
- 宮代橋（白川、加茂郡東白川村五加）
- 大沢橋（白川、加茂郡東白川村五加）
- 和泉橋（白川、加茂郡白川町和泉 - 河岐）
- 新白川橋（白川、加茂郡白川町河岐 - 和泉）
- 河岐橋（白川、加茂郡白川町河岐）
- 白川口トンネル（加茂郡白川町河岐）

## 地理

### 通過する自治体
- 岐阜県
下呂市 - 加茂郡白川町 - 加茂郡東白川村 - 加茂郡白川町

### 交差する道路
- 国道257号（下呂市宮地）
- 岐阜県道436号田口洞線（下呂市田口）
- 岐阜県道432号門和佐瀬戸線（下呂市門和佐）
- 国道256号（加茂郡白川町上佐見、加茂郡東白川村神土）
- 岐阜県道68号恵那白川線（加茂郡白川町河岐）
- 国道41号（加茂郡白川町河岐・白川口交差点）

### 主な峠
- 笹峠（下呂市）
- 松坂峠（下呂市 - 加茂郡白川町）
- 桜峠（加茂郡白川町 - 東白川村）：国道256号との重複区間

### 周辺
- 東白川村役場
- 白川町役場
- 白川町立白川中学校
- 白川町立佐見小学校